# Иванов, Иван Сергеевич (генерал-лейтенант)
Иван Сергеевич Иванов (1918—1978) — советский военачальник, генерал-лейтенант. Первый заместитель командующего 15-й армии, участник Великой Отечественной войны.

## Биография
Родился 23 сентября 1918 года в Казани.
С 1937 года призван в ряды РККА и направлен для обучения в 1-е Ульяновское дважды Краснознамённое танковое училище имени В. И. Ленина. С 1939 года служил в частях 1-й Отдельной Краснознамённой армии в составе 48-й отдельной танковой бригады в должностях командира взвода связи и командира взвода управления 248-го отдельного разведывательного батальона.
С апреля по декабрь 1941 года служил в составе 58-й танковой дивизии в должности командира взвода управления 58-го отдельного разведывательного батальона. Участник Великой Отечественной войны с первых дней войны в составе этой дивизии. В октябре 1941 года 58-я танковая дивизия была переброшена под Москву и вошла в состав Западного фронта и заняла оборону на подступах к Клину, защищая город от возможного прорыва противника, участвуя в Клинско-Солнечногорской оборонительной операции в одном из этапов Московской битвы. 16 — 17 ноября соединение участвовало в наступлении 16-й армии на Волоколамск. С декабря 1941 по января 1943 года в составе 58-й танковой бригады 30-й армии Калининского фронта (с июня 1942 — 28-й армии Юго=Западного фронта) в должностях адъютанта штаба 116-го танкового батальона и командира 116-го танкового батальона, участвовал в Ржевско-Вяземской стратегической наступательной операции и Харьковской операции, трижды в боях был ранен из них один раз тяжело. С января по июнь 1943 года — начальник штаба и заместитель командира 259-го отдельного танкового полка в составе 70-й армии Центрального фронта, в боях 27 марта 1943 года был тяжело ранен.
С 1943 по 1944 год обучался на командном факультете Военной академии бронетанковых войск РККА имени И. В. Сталина. С 1944 по 1945 год — командир 259-го отдельного танкового полка. С 1945 по 1946 год — командир 34-го гвардейского тяжелого танкового полка. С 1946 по 1947 год — командир 15-го гвардейского танкового полка, с 1947 по 1949 год — командир 15-го гвардейского танко-самоходного полка входивших в состав ГСВГ. С 1949 по 1950 год — командир 61-го танкового полка в войсках Прибалтийского военного округа. С 1950 по 1953 год — командир 2-го гвардейского танкового полка в составе 29-й гвардейской механизированной дивизии. С 1953 по 1954 год — заместитель начальника Саратовского Краснознаменного ордена Красной Звезды артиллерийского технического училища имени А. И. Лизюкова.
С 1954 по 1956 год — командир 23-й танковой дивизии в составе Прикарпатского военного округа. С 1956 по 1958 год обучался в Высшей военной академии имени К. Е. Ворошилова. С января по сентябрь 1959 года — заместитель командующего по боевой подготовке, с 17 сентября 1959 по 22 сентября 1960 года — первый заместитель командующего 15-й армии. С 22 сентября 1960 по 9 декабря 1963 года — командир 2-го стрелкового корпуса. С 1963 по 1964 год — заместитель командующего Белорусского военного округа по боевой подготовке. 1 мая 1964 года, в день международного праздника трудящихся, командовал парадом в столице Белорусской Советской Социалистической Республики (БССР) городе Минске в звании генерала-лейтенанта по Приказу войскам Минского гарнизона от 24 апреля 1964 года № 40 (О Параде войск 1 мая 1964 года). С 1969 по 1974 года на педагогической работе в должности заместителя начальника Военно-политической академии имени В. И. Ленина по оперативно-тактической подготовке. С 1974 по 1976 год — представитель Главнокомандующего Объединёнными вооружёнными силами стран — участниц Варшавского договора при начальнике Военной академии имени А. Запотоцкого ЧНР.
С 1976 года в запасе.
Скончался 18 июля 1978 года в Москве, похоронен на Люблинском кладбище.

## Высшие воинские звания
- Генерал-майор танковых войск (8.08.1955)
- Генерал-лейтенант (27.04.1962)[9]

## Награды
- Орден Ленина (24.03.1945)
- Орден Возрождения Польши (06.10.1973)
- Крест Храбрых (24.04.1946)
- Орден «Легион почёта» офицерский, США (25.06.1945)
- Орден Красного Знамени (13.08.1944, 31.03.1945, 30.05.1945, дата награждения 4-го не определена) четырежды
- Орден Отечественной войны I степени (04.12.1942)
- Орден Суворова II степени (30.04.1945)
- Орден Александра Невского (03.11.1944)
- Орден Красной Звезды (27.04.1944, 1953) дважды
- Медаль «За Варшаву 1939—1945» (27.04.1946)
- Медаль "Заслуженным на поле славы" II степени (24.04.1946)
- Медаль "Победы и Свободы"
- Медаль "За укрепление дружбы по оружию" II степени (Чехословакия) (06.07.1970)
- Орден «За службу Родине в Вооруженных Силах СССР» III степени (1975)
- Медаль «За боевые заслуги» (1947)
- Медаль "За отвагу"
- Медаль «За оборону Сталинграда» (1943)
- Медаль «За оборону Москвы» (18.10.1944)
- Медаль «За освобождение Варшавы» (1945)
- Медаль "За победу над Японией"
- Медаль «За взятие Берлина» (1945)
- Медаль «За победу над Германией в Великой Отечественной войне 1941—1945 гг.» (23.10.1945)
- Медаль «В ознаменование 100-летия со дня рождения Владимира Ильича Ленина» (за воинскую доблесть)
- Медаль «30 лет Советской Армии и Флота» (1948)
- Медаль «40 лет Вооруженных Сил СССР» (1958)
- Медаль «50 лет Вооруженных Сил СССР»
- Медаль «20 лет Победы в Великой Отечественной войне 1941-1945 гг.» (1965)[10][11][1]
- Нагрудный знак «25 лет победы в Великой Отечественной войне»
- Медаль «30 лет победы в Великой Отечественной войне»
- Медаль «За безупречную службу» (I-степень)
- Медаль «За безупречную службу» (II-степень)
- Медаль «За безупречную службу» (III-степень)
- Медаль "25 лет Болгарской народной Армии" (24.09.1969)
- Медаль "50 лет Монгольской Народной Армии" (30.04.1971)
- Медаль «Ветеран Вооружённых Сил СССР» (1976)
- Нагрудный Знак «Гвардия» (СССР)
- Нагрудный Знак «Академии бронетанковых войск им.Сталина» 1944г.
- Именной кортик
- Именной бинокль
- Именные часы (в честь 100-го военного парада в Москве 1972 г.)
- Именное охотничье ружье в честь 30-летия Победы (Приказ №6 от 12.06.1976)